# Funerary Dirge
Funerary Dirge ist eine 2003 gegründete Funeral-Doom-Band.

## Geschichte
Matt Zuchowski, gründete Funerary Dirge 2003 und veröffentlichte im gleichen Jahr das Demo Abyssus Abyssum Invocat. Nach einem weiteren selbst herausgegebenen Split-Album mit dem ebenfalls von Zuchowski unterhaltenem Projekt Besargian im Jahr 2004 veröffentlichte er im gleichen Jahr das Debüt Prologue: Memoria in Aeterna über NOTHingness REcords. Zeitgleich gab das Label das Demo erneut jedoch ohne Katalognummer heraus. In einer Kritik des Demos unter dem Verweis auf das Gesamtwerk Zuchowskis schrieb Merc für das Webzine Battlorn, dass Zuchowski bald als „Kultname des Doom Metal“ gelten könne und sein Schaffen „Qualitätswerke“ seien. In seiner für Doom-Metal.com verfassten Besprechung des gleichen Demos äußerte sich Arnstein Petersen merklich zurückgenommener. 

„Fans of grooving doom like traditional and stoner doom, or fans of aggressive doom like sludge doom won't enjoy this at all. This is music only meant for those who enjoy bone chilling ambient atmospheres of utterly depressive funeral doom.“

„Fans von groovendem Doom wie traditionellem und Stoner-Doom oder Fans von aggressivem Doom wie Sludge werden das überhaupt nicht genießen. Dies ist Musik, die nur für diejenigen gedacht ist, die eine knochenfahle Ambient-Atmosphäre eines äußerst depressiven Funeral Doom genießen können.“

Kostas Panagiotou von Pantheist besprach für das gleiche Webzine das Debütalbum. Er ordnete das Projekt einer Kategorie mit Nortt und Until Death Overtakes Me, zu der er zuschrieb „die Doom-Metal-Welt bereichert und der Menschheit einige der desolatesten und trostlosesten Ausdrücke eines Soundtracks für das 21. Jahrhundert geliefert“ zu haben. Die Musik sei „einzigartig, interessant und gut durchdacht“.
Nach dem Debüt bleiben, trotz der Ankündigung eines weiteren Albums für April 2005 unter dem Titel Chapter I And II: Requiem And Regret inklusive der Präsentation eines ersten Stücks, weitere Veröffentlichungen aus.

## Stil
Die von Funerary Dirge präsentierte Musik gilt als „minimalistische Musik“ und als „Mischung aus Funeral Doom und Industrial Doom“. Das Webzine Doom-Metal.com beschreibt den Stil als Vergleichbar mit Genre-Vertretern wie Until Death Overtakes Me und Thergothon. Als weitere Vergleichsgrößen werden Nortt, Skepticism und Shape of Despair angeführt, derweil die Musik von Funerary Dirge dem Projekt Until Death Overtakes Me von Stijn van Cauter zwar ähnele, Funerary Dirge musikalisch jedoch weit minimalistischer agiere. Der betonte Minimalismus sei bezeichnend für die Musik die gelegentlich aus nicht mehr als einzelnen Keyboard-Anschlägen oder dem verzerrten Dröhnen einer Gitarre bestünde. Zuchowski beschreibt das Erzeugen von solchen „minimalistischen Klanglandschaften und Liedern, die Angst hervorrufen“ sollen als wesentliche Idee des Projektes. Die transportierte Atmosphäre beschreibt Arnstein Peterson als „Odyssee der Traurigkeit“ die Funerary Dirge von dem eher schamanisch-meditativen Stil von van Cauters Projekt als „kalt und leer“ abgrenze, derweil die Instrumentierung sich gleiche: „Schlagzeug, ein Piano, ein Bass und einige extrem tief dröhnende Growls.“

## Diskografie
- 2003: Abyssus Abyssum Invocat (Demo, Selbstverlag)
- 2004: Funerary Dirge vs. Besargian (Split-Album mit Besargian, Selbstverlag)
- 2004: Prologue: Memoria in Aeterna (Album, NOTHingness REcords)